# Tristan Jurgensen
Pour les articles homonymes, voir Jurgensen.
Tristan Jurgensen, né le 11 avril 1973, est un chef d’entreprise français, directeur général des radios musicales RTL2 et Fun Radio entre le 1er septembre 2014 à 4 avril 2025, et membre du comité exécutif de RTL.

## Biographie

### Études et débuts
Tristan Jurgensen est diplômé de l’European Business School Paris (1994) et titulaire d’un Mastère Média de l’École Supérieure de Commerce de Paris (1998),.
Tristan Jurgensen commence sa carrière en 1996 comme journaliste pigiste chez Hachette Filipacchi pour le Journal du dimanche. En 1998, il travaille chez Prisma presse en tant que chargé d’études marketing et diffusion, puis il rejoint le groupe RTL en novembre 1998 et y développe MediaPanel, filiale études du groupe RTL dirigée par Jean-Marc Dorangeon qui propose un outil d’assistance à l’élaboration des stratégies éditoriales des antennes du groupe. En 2000, il est nommé directeur des études de RTL, Fun Radio et RTL2, et directeur exécutif de MediaPanel en 2006,.

### RTL Net
En 2008, Tristan Jurgensen est nommé directeur général de RTL Net, filiale chargée de la gestion des sites Rtl.fr, Funradio.fr et Rtl2.fr,.
Animé par le concept de “radio amplifiée” et le besoin de convergence des rédactions radio et web, Tristan Jurgensen lance le projet « Renaissance » qui vise à refondre les sites de RTL pour y optimiser l’intégration des contenus radio formatés pour le web. 

### RTL2-Fun Radio
Le 1er septembre 2014, Tristan Jurgensen est nommé directeur général des stations musicales de RTL, RTL2 et Fun Radio, succédant à Jérôme Fouqueray,.
Il commence chez Fun Radio et RTL2 un chantier de refonte des grilles de programmes visant à augmenter les parts d’écoute. 
Chez RTL2, la radio enregistre en janvier 2015 une audience historique de 2,8 millions d’auditeurs.

## Autres mandats
- 2008-2023 : Représentant du pôle radio RTL au comité Radio et au comité Internet de Médiamétrie.